# Gwen Cheeseman
Gwen Wentz Cheeseman, née le 13 août 1951 à Harrisburg, est une joueuse de hockey sur gazon américaine.

## Carrière
Gwen Cheeseman fait partie de l'équipe des États-Unis de hockey sur gazon féminin médaillée de bronze aux Jeux olympiques de 1984 à Los Angeles.